# Актюбинский автобус
Актюбинский автобус — автобусная сеть, действующая в Актобе. На данный момент представлена 53 маршрутами. В городе действуют 5 автобусных парков. Сеть городских автобусов охватывает не только территорию самого города, но и близлежащие посёлки и дачные массивы на территории городской администрации Актобе.

## История
Первая автобусная линия была запущена в Актобе в 1927 году и автобус оставался единственным видом общественного транспорта до 1982 года, когда был запущен актюбинский троллейбус.
После того, как в 2000-е годы количество троллейбусов в городе снижалось с каждым годом, а в 2013 году было и вовсе было прекращено функционирование троллейбусного парка, автобус остался единственным видом общественного транспорта в городе. В 2021 году была полноценно введена безналичная система оплаты, позволившая увеличить доходы транспортных компаний. Это создало благоприятные условия для инвесторов, и в Актобе начали работать перевозчики из других городов: «Qala Trans» из Алматы приехал в 2021-м, и Атырауский «Akzhayik Avtopark» в 2022 году. Появилась конкуренция, перевозчики начали закупать новые автобусы и качество перевозок начало улучшатся.

## Маршруты и количество автобусов

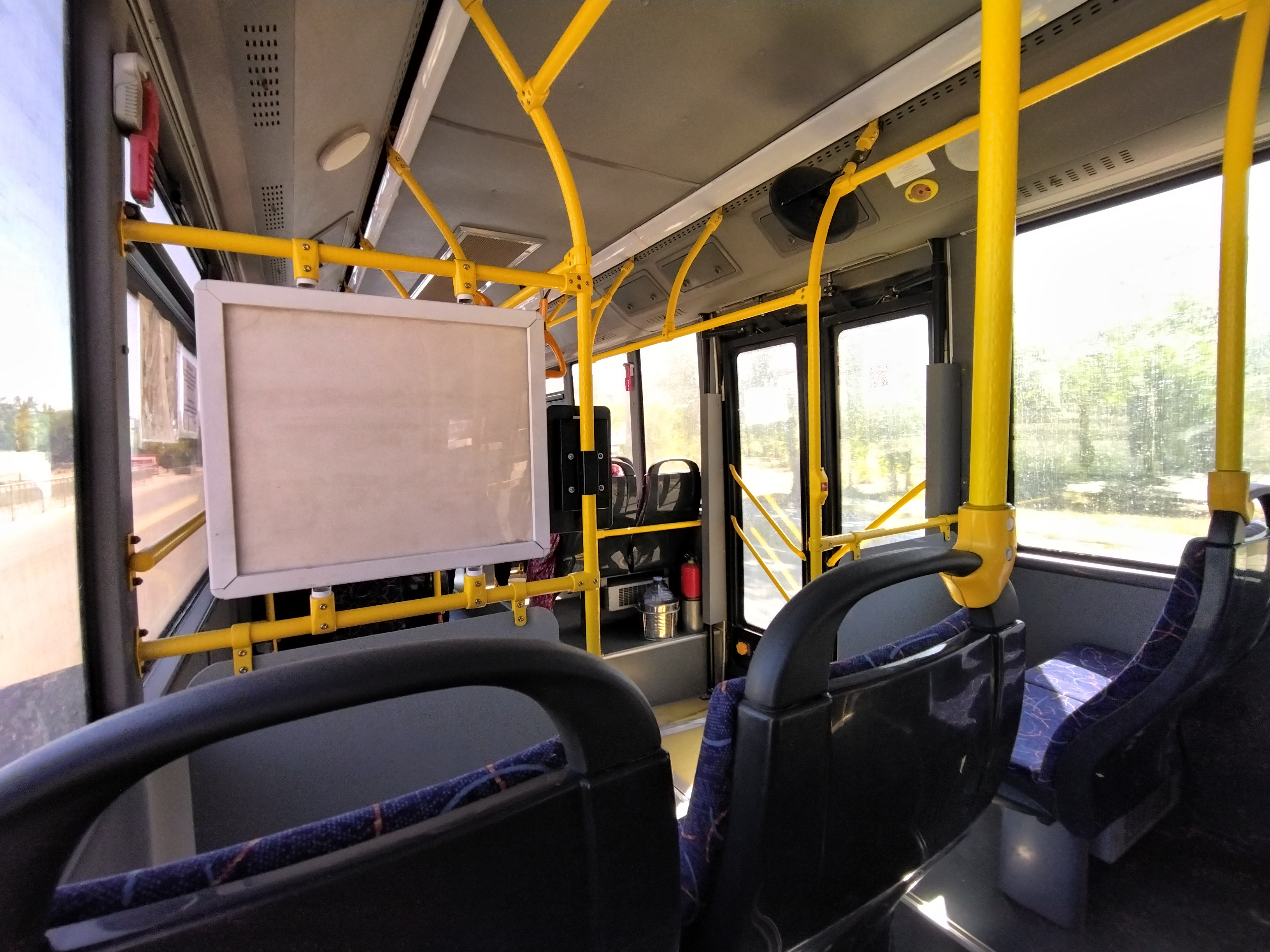
Интерьер автобуса, передвигающегося по маршруту № 8А.

К началу 2022 года в Актобе ежедневно на линию выходило от 220 до 250 автобусов, тогда как в 2020 году на линию выезжали 317 автобусов, обслуживающих 53 маршрута. ТОО «Автопарк», которое должно выпускать на линию ежедневно 253 автобуса, из-за нехватки водителей выпускает только 140 автобусов. По словам акима Актобе Мурата Журебекова, городу необходимо ещё 150 автобусов. По состоянию на апрель 2023 года, ежедневно на линию выходят около 200 автобусов.
Всего в Актобе насчитывается 53 автобусных маршрута, из них действующие — 48. Маршруты № 6, 12, 18, 27, 56 по состоянию на апрель 2023 — не действуют. 25 маршрутов принадлежат «Автопарку», 12 — «Табыс Актобе», 9 — «Qala Trans», 2 — «Akzhayik Avtopark». 29 маршрутов субсидируются государством
- № 1 — Автопарк, Yutong ZK6116HG
- № 2 — Автопарк, ЛиАЗ 5292.65
- № 3 — Автопарк, ПАЗ 3204-02
- № 4 — Автопарк, ПАЗ 3204-02
- № 5 — Qala Trans, Yutong ZK6116HG
- № 6 — Qala Trans, Yutong ZK6116HG
- № 7 — Qala Trans, Yutong ZK6116HG
- № 8 — Табыс Актобе, Ankai HFF6850HGQ4
- № 8А — Qala Trans, Yutong ZK6116HG
- № 9 — Qala Trans, Yutong ZK6116HG
- № 10 — Табыс Актобе, Ankai HFF6850HGQ4
- № 11 — Автопарк, Yutong ZK6116HG
- № 13 — Автопарк, ПАЗ 3204-02
- № 14 — Автопарк, ПАЗ 3204-02
- № 15 — Автопарк, Yutong ZK6116HG
- № 16 — Автопарк, ПАЗ Вектор NEXT 8.8
- № 17 — Автопарк, ПАЗ 3204-02
- № 19 — Автопарк, Yutong ZK6118HGA
- № 20 — Qala Trans, Yutong ZK6116HG
- № 21 — Автопарк, Yutong ZK6108HGC
- № 22 — Автопарк, ПАЗ 3204-02
- № 23 — Табыс Актобе, Ankai HFF6850HGQ4
- № 24 — Автопарк, ПАЗ 3204-02
- № 25 — Автопарк, Yutong ZK6116HG
- № 26 — Автопарк, ПАЗ 3204-02
- № 28 — Qala Trans, Yutong ZK6116HG
- № 29 — Автопарк, ПАЗ 3204-02
- № 30 — Табыс Актобе (дачный)
- № 31 — Автопарк (дачный)
- № 32 — Табыс Актобе, ЛиАЗ 5256.60
- № 33 — Табыс Актобе, Yutong ZK6108HGH
- № 34 — Автопарк (дачный)
- № 35 — Автопарк (дачный)
- № 36 — Автопарк (дачный)
- № 37 — Автопарк, ПАЗ 3204-02
- № 39 — Автопарк, ПАЗ 3204-02
- № 40 — Akzhayik Avtopark, Yutong ZK6108HGH
- № 41 — Табыс Актобе, ПАЗ 32054
- № 42 — Автопарк, ПАЗ 3204-02
- № 43 — Автопарк, ПАЗ 3204-02
- № 44 — Табыс Актобе, ПАЗ 32054
- № 45 — Табыс Актобе, Ankai HFF6850HGQ4
- № 46 — Qala Trans, Yutong ZK6116HG
- № 47 — Табыс Актобе, Ankai HFF6850HGQ4
- № 48 — Qala Trans, Yutong ZK6116HG
- № 49 — Табыс Актобе, ПАЗ 32054
- № 49А — Табыс Актобе, Ankai HFF6850HGQ4
- № 51 — Akzhayik Avtopark, Yutong ZK6108HGH
- № 51А — Qala Trans, Yutong ZK6116HG

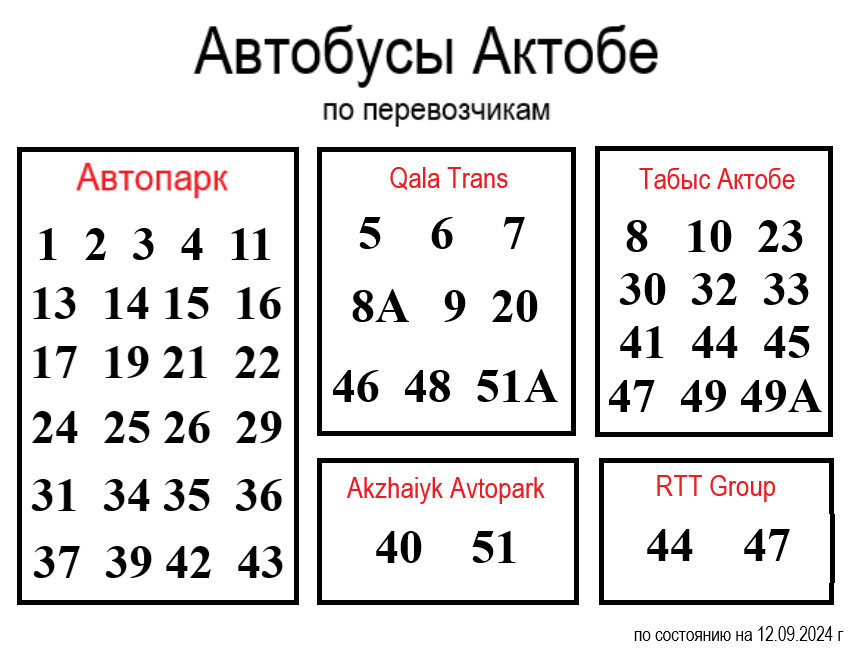
Распределение автобусных маршрутов Актобе по перевозчикам, сентябрь 2024

## Цены за проезд
На 1 июня 2011 года цена за проезд в автобусах составляла 35 тенге, а к 1 сентября 2012 года цены подорожали до 45 тенге (60 тенге в Астане и 80 тенге в Алма-Ате). Среднемесячного дохода актюбинцев в 2011 году хватало на 693,69 поездки в общественном транспорте (671,8 в Астане и 579,22 в Алма-Ате).
Несмотря на то, что сохраняется тенденция повышения цен на проезд в общественном транспорте, стоимость проезда в Актобе, по сравнению с другими городами, считается одной из самых низких в Казахстане. В начале 2015 года, в связи с понижением цен на бензин, цена на проезд в микроавтобусах была снижена с 60 до 55 тенге, тем самым стоимость проезда в микроавтобусах и обычных автобусах сравнялась.
26 октября 2018 года цена за проезд в автобусах увеличилась на 45 % и составила 80 тенге. Детям до 7 лет проезд бесплатный, детям от 7 до 15 лет нужно платить 40 тенге с помощью специальной «школьной» транспортной карты. Пенсионеры и инвалиды 2-й и 3-й группы платят 60 тенге с помощью «льготной» карты.

## Оплата проезда

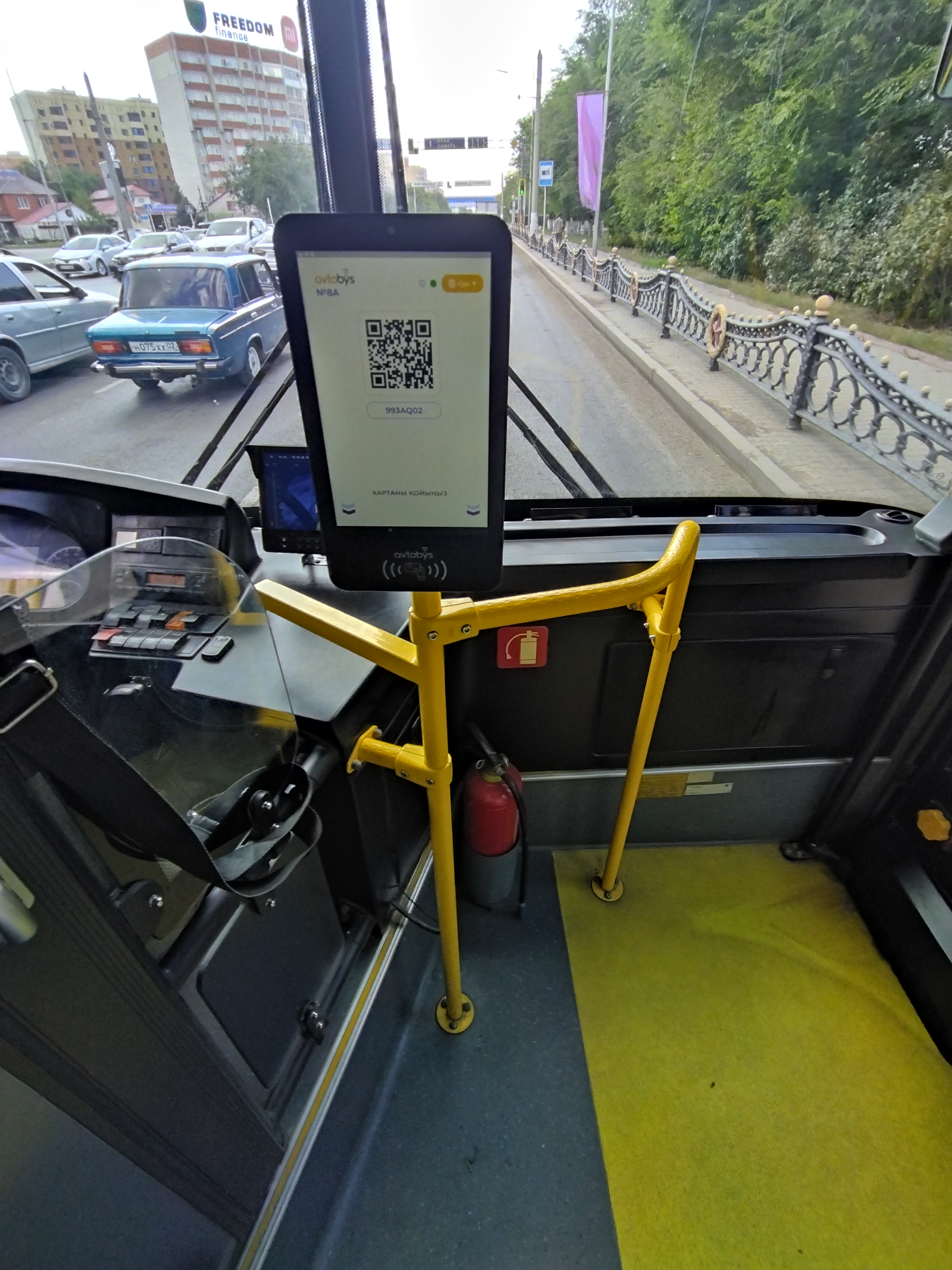
Терминал для оплаты проезда.

Вплоть до 2018 года проезд в актюбинских автобусах можно было оплатить только наличными деньгами, а билеты вручную выдавали кондукторы. В ноябре 2018 года система электронного билетирования была установлена на 10 автобусов, передвигающихся по маршруту № 46 (оплату по прежнему принимал кондуктор). В том же году у абонентов Kcell, Activ, Altel и Beeline появилась возможность заплатить за проезд с помощью SMS. Каждому автобусу был присвоен уникальный код, который нужно было отправить на единый короткий номер телефона. В июле 2019 года появилась возможность оплатить проезд банковской картой, с помощью мобильных платёжных систем (Apple Pay, Google Pay) или просканировав QR-код.
В марте 2021 года на всех автобусах Актобе начали устанавливать стационарные валидаторы компании «Smart Avtobys Aqtobe» для оплаты проезда специальной транспортной картой стоимостью 450 тенге. Также для смартфонов на базе операционных систем iOS и Android доступно приложение, с помощью которого можно оплатить проезд при наличии средств на счету и подключения к интернету (покупать транспортную карту для его использования не требуется). Цены за проезд после введения транспортных карт не поменялись, но при оплате наличными деньгами пассажирам нужно платить почти в два раза больше обычного (150 тенге вместо 80). В случае неисправности валидатора пассажир имеет право не платить за проезд.

### Мобильное приложение «Avtobys»
Вместе с вводом валидаторов в актюбинских автобусах также было запущено приложение «Avtobys» для смартфонов на базе операционных систем iOS и Android, которое позволяет пользоваться своим функционалом для оплаты проезда даже если пассажир не оформил на себя личную транспортную карту. Зарегистрировавшись с помощью номера своего телефона (или введя данные транспортной карты, если она имелась ранее), пользователь приложения может оплатить проезд в автобусе несколькими способами:
- просканировав QR-код (развешаны по автобусу и отображаются на дисплее валидатора);
- введя автомобильный номер автобуса;
- подключившись к валидатору через Bluetooth или NFC;
- нажав на карте внутри приложения на нужный автобус.

Помимо своей основной функции приложение позволяет просматривать маршруты и расположение автобусов, которые по ним курсируют. Пополнять баланс транспортной карты и мобильного приложения можно с помощью интернет-банкинга (Kaspi Bank), платёжных терминалов (Qiwi, «Касса 24») или привязки банковской карты.

## Автобусные предприятия

### Действующие
- ТОО «Автопарк». Осуществляет деятельность с 1997 года. Юридический адрес: г. Актобе, пр. Санкибай батыра, 22. Руководитель: Акарыс Сейтасанулы Тлеулесов.
- ТОО «Пассажирское автотранспортное предприятие города Актобе». Осуществляет деятельность с 1995 года. Юридический адрес: г. Актобе, пр. Санкибай батыра, 10. Руководитель: Асанали Урингалиевич Кайдаров.
- ТОО «Qala Trans». Осуществляет деятельность в Актобе с 2021 года. Юридический адрес: г. Актобе, пр. Санкибай батыра, 10. Руководитель: Садыржан Шакирович Ашимов.
- ТОО «Akzhayik Avtopark». Осуществляет деятельность в Актобе с 2022 года. Юридический адрес: г. Атырау, пр. Исатай, 85. Руководитель: Куантай Калманулы Калман.

### Бывшие
- ТОО «Шёлковый путь XXI». Осуществляет деятельность с 2006 года (междугородние перевозки), пассажирскими перевозками начало заниматься в 2017 году[19], позднее прекратило деятельность в этой сфере. Юридический адрес: ул. Алиби Джангильдина, 172. Руководитель: Абдижами Абдрахманович Тажимуратов.

## Подвижной состав

### Автопарк
Подвижной состав «Автопарка»
- ПАЗ 3204-02 (194 автобуса)[20][21][22]
- Yutong ZK6108HGC (20 автобусов)[20]
- ПАЗ 32054 (20 автобусов)[23]
- ПАЗ Вектор NEXT 8.8 (15 автобусов)[24]
- Yutong ZK6116HG (12 автобусов)[25]
- JAC HK6105G (11 автобусов)
- Yutong ZK6118HGA (10 автобусов)[26]
- ЛиАЗ 5292.65 (8 автобусов)[24]

### Табыс Актобе
Подвижной состав «Табыс Актобе»
- Ankai HFF6850HGQ4 (78 автобусов)[27][28]
- ПАЗ 32054 (50 автобусов) используются около 10 из них, остальные дальнейшей эксплуатации не подлежат
- Лиаз 5256.60 (40 автобусов) в настоящее время не используются, стоят на стоянке[29][30]

### Qala Trans
Подвижной состав «Qala Trans»
- Yutong ZK6116HG (100 автобусов)[31]

### Akzhayik Avtopark
Подвижной состав «Akzhayik Avtopark»
- Yutong ZK6108HGH (18 автобусов)[32]

### Модели, выведенные из эксплуатации
- Hyundai County
- Hyundai Aero Town
- MAN NL202
- MAN SL202
- ПАЗ-4230 «Аврора»
- ЛиАЗ-677
- ЛАЗ-695
- Setra S215SL
- Hyundai Aero City 540
- Икарус 260
- «Газель» (микроавтобусы)
- Golden Dragon XML6105J12C
- Golden Dragon XML6125CR